# Henning Schmiterlöw
Johan Gustaf Henning Schmiterlöw, född den 8 november 1881 i Vänersborg, död den 13 december 1952 i Hässelby villastad i Stockholm, var en svensk militär. Han var sonsons son till Henning Christian Schmiterlöw och  dotterson till John Erhard Areschoug.

## Biografi
Schmiterlöw avlade mogenhetsexamen i Vänersborg 1899. Därefter blev han volontär vid Vendes artilleriregemente och sergeant där 1901. Han intogs i Krigsskolan på Karlberg samma år och utexaminerades därifrån 1902. Schmiterlöw blev underlöjtnant vid Vendes artilleriregemente 1902, löjtnant där 1905 och kapten 1914. Han var artilleristabsofficer 1913–1920 och 1924–1925. Schmiterlöw befordrades till major och chef för artilleristaben 1926, till överstelöjtnant vid Svea artilleriregemente 1929 och till överste 1933. Han var åter chef för artilleristaben 1933–1937, chef för artilleriskjutskolan 1933–1937 och chef för Smålands arméartilleriregemente 1937–1942. Schmiterlöw invaldes som ledamot av Krigsvetenskapsakademien 1924. Han blev riddare av Vasaorden 1921, av Svärdsorden 1923 och av Nordstjärneorden 1930, kommendör av andra klassen av Svärdsorden 1936 och kommendör av första klassen 1939.
Henning Schmiterlöw var son till kapten Henning Schmiterlöw och Nicoline Areschoug. Han gifte sig 1925 med sin brors svägerska Sonja Derkert, dotter till grosshandlare Carl Edvard Derkert och Emma Fogelin. Makarna fick fyra barn.